# Strobilanthes consors
Strobilanthes consors är en akantusväxtart som beskrevs av C. B. Cl.. Strobilanthes consors ingår i släktet Strobilanthes och familjen akantusväxter. Inga underarter finns listade i Catalogue of Life.